# MBC演技大賞
MBC演技大賞（えむびいしい えんぎたいしょう、朝鮮語: ---ヨンギデサン、ハングル: MBC 연기대상）は、韓国MBCで放送されたテレビドラマに出演した俳優に対して贈られる賞である。1984年より現在の名称で開催された（前年の1983年度はMBC放送演技大賞（---パンソンヨンギデサン、MBC방송연기대상）の名称で開催された）。2011年度のみ、MBCドラマ大賞（---ドゥラマデサン、MBC드라마대상）の名称で開催されたが、翌2012年度からは元の名称に戻された。
2024年は同年12月29日に発生したチェジュ航空2216便事故に伴い、収録に変更した上で2025年1月5日に放送した。

## 授賞部門・人数
下記の部門以外に、不定期で黄金演技賞（ベテランの助演俳優に与えられる）や単発ドラマ演技賞、功労賞などが設けられる。
| 部門名           | 受賞者 | 備考                                                                                              |
| ---------------- | ------ | ------------------------------------------------------------------------------------------------- |
| 大賞             | 1      |                                                                                                   |
| 作品賞           | 1作品  | 正式名称は「視聴者が選ぶ今年のドラマ」 （시청자가 뽑은 올해의 드라마）                            |
| 最優秀演技賞     | 男1女1 | ミニシリーズ、連続ドラマ、特別企画の部門ごとに選ばれる                                            |
| 優秀演技賞       | 男1女1 | ミニシリーズ、連続ドラマ、特別企画の部門ごとに選ばれる                                            |
| 新人賞           | 男1女1 | ミニシリーズ、連続ドラマ、特別企画の部門ごとに選ばれる                                            |
| 10大スター賞     | 10     |                                                                                                   |
| 3局PD演技者賞    | 1      | 正式名称は「放送3社ドラマPDが選んだ 今年の演技者賞」 （방송3사 드라마 PD가 뽑은 올해의 연기자상） |
| 脚本賞           | 2      | 正式名称は「今年の脚本家賞」 （올해의 작가상）                                                    |
| 人気賞           | 男1女1 |                                                                                                   |
| ベストカップル賞 | 1組    |                                                                                                   |
| 子役賞           | 男1女1 |                                                                                                   |

## 歴代大賞受賞者
| 年度   | 受賞者                          | 受賞作                                |
| ------ | ------------------------------- | ------------------------------------- |
| 1983年 | チョン・ヘソン                  |                                       |
| 1984年 | 受賞者不明                      |                                       |
| 1985年 | キム・ヨンリム                  | ススキ                                |
| 1986年 | キム・スミ                      | 田園日記                              |
| 1987年 | イ・ドックァ                    | 愛と野望                              |
| 1988年 | キム・ヘジャ                    | 砂の城                                |
| 1989年 | ウォン・ミギョン                | 幸福な女                              |
| 1990年 | コ・ドゥシム                    | 踊る伽耶琴                            |
| 1991年 | キム・ヒエ                      | 山の向こう                            |
| 1992年 | キム・ヘジャ                    | 愛が何だって                          |
| 1993年 | キム・ヒエ                      | 息子と娘                              |
| 1994年 | チェ・シラ                      | ソウルの月                            |
| 1995年 | チェ・シラ                      | アパート                              |
| 1996年 | キム・ヘス                      | カップル                              |
| 1997年 | チェ・ジンシル                  | 星に願いを                            |
| 1998年 | キム・ジス                      | 見てまた見て                          |
| 1999年 | キム・ヘジャ                    | 薔薇と豆もやし                        |
| 2000年 | チョン・グァンリョル            | ホジュン 宮廷医官への道               |
| 2001年 | チャ・インピョ                  | 彼女の家                              |
| 2002年 | チャン・ソヒ                    | 人魚姫                                |
| 2003年 | イ・ヨンエ                      | 宮廷女官チャングムの誓い              |
| 2004年 | コ・ドゥシム                    | 漢江ブルース                          |
| 2005年 | キム・ソナ                      | 私の名前はキム・サムスン              |
| 2006年 | ソン・イルグク                  | 朱蒙                                  |
| 2007年 | ペ・ヨンジュン                  | 太王四神記                            |
| 2008年 | キム・ミョンミン ソン・スンホン | ベートーベン・ウィルス エデンの東     |
| 2009年 | コ・ヒョンジョン                | 善徳女王                              |
| 2010年 | キム・ナムジュ ハン・ヒョジュ   | 逆転の女王 トンイ                     |
| 2011年 | （ドラマ大賞）                  | 最高の愛 〜恋はドゥグンドゥグン〜     |
| 2012年 | チョ・スンウ                    | 馬医                                  |
| 2013年 | ハ・ジウォン                    | 奇皇后 〜ふたつの愛 涙の誓い〜        |
| 2014年 | イ・ユリ                        | 私はチャン・ボリ!                     |
| 2015年 | チソン                          | キルミーヒールミー                    |
| 2016年 | イ・ジョンソク                  | W-君と僕の世界-                       |
| 2017年 | キム・サンジュン                | 逆賊-民の英雄ホン・ギルドン-          |
| 2018年 | ソ・ジソブ                      | 私の恋したテリウス〜A Love Mission〜  |
| 2019年 | キム・ドンウク                  | チェックメイト!〜正義の番人〜         |
| 2020年 | パク・ヘジン                    | インターンは元上司!?                  |
| 2021年 | ナムグン・ミン                  | 黒い太陽 ～コードネーム：アムネシア～ |
| 2022年 | イ・ジョンソク                  | ビッグマウス                          |
| 2023年 | ナムグン・ミン                  | 恋人                                  |
| 2024年 | ハン・ソッキュ                  | こんなに親密な裏切り者                |

## 歴代部門別受賞者

### 2014年
| 部門                              | 受賞者                      | 出演作                   | 参考          |
| --------------------------------- | --------------------------- | ------------------------ | ------------- |
| 今年のドラマ賞                    |                             | 私はチャン・ボリ！       |               |
| ミニシリーズ部門最優秀演技賞      | チャン・ヒョク              | 運命のように君を愛してる | [ 16 ]        |
| ミニシリーズ部門最優秀演技賞      | チャン・ナラ                | 運命のように君を愛してる |               |
| ミニシリーズ部門最優秀演技賞      | Mr.Back                     |                          |               |
| 連続ドラマ部門最優秀演技賞        | キム・ジフン                | 私はチャン・ボリ！       |               |
| 連続ドラマ部門最優秀演技賞        | オ・ヨンソ                  | 私はチャン・ボリ！       | [ 17 ] [ 18 ] |
| 特別企画部門最優秀演技賞          | チョン・イル                | 夜警日誌                 | [ 19 ]        |
| 特別企画部門最優秀演技賞          | ソン・ユナ                  | ママ                     |               |
| ミニシリーズ部門優秀演技賞        | キム・サンジュン            | 弁護士の資格             |               |
| ミニシリーズ部門優秀演技賞        | チェ・スヨン                | 私の人生の春の日         | [ 20 ]        |
| 連続ドラマ部門優秀演技賞          | イ・ジャンウ                | バラ色の恋人たち         |               |
| 連続ドラマ部門優秀演技賞          | キム・ジヨン                | みんなキムチ             |               |
| 特別企画部門優秀演技賞            | チェ・ジニョク              | 傲慢と偏見               |               |
| 特別企画部門優秀演技賞            | ペク・ジニ                  | 傲慢と偏見               |               |
| 黄金演技賞                        | アン・ネサン                | 私はチャン・ボリ！       |               |
| 黄金演技賞                        | キム・ヘオク                | 私はチャン・ボリ！       |               |
| 黄金演技賞                        | チェ・ミンス                | 傲慢と偏見               | [ 21 ] [ 22 ] |
| 黄金演技賞                        | イ・ミスク                  | ミス・コリア             |               |
| 黄金演技賞                        | イ・ミスク                  | 輝くロマンス             |               |
| 黄金演技賞                        | イ・ミスク                  | バラ色の恋人たち         |               |
| 短幕劇部門                        | ピョン・ヒボン              | 私の人生のこぶ           |               |
| 新人賞                            | シワン                      | トライアングル           | [ 23 ]        |
| 新人賞                            | チェ・テジュン              | 母の庭園                 |               |
| 新人賞                            | コ・ソンヒ                  | ミス・コリア             |               |
| 新人賞                            | コ・ソンヒ                  | 夜警日誌                 |               |
| 新人賞                            | ソナ                        | バラ色の恋人たち         |               |
| 子役賞                            | キム・ジヨン                | 私はチャン・ボリ！       |               |
| 子役賞                            | ユン・チャニョン            | ママ                     |               |
| 人気賞                            | シン・ハギュン              | Mr.Back                  | [ 24 ]        |
| 人気賞                            | チャン・ナラ                | Mr.Back                  |               |
| 人気賞                            | 運命のように君を愛してる    |                          |               |
| 功労賞                            | キム・ジャオク              |                          |               |
| ベストカップル賞                  | チャン・ヒョク チャン・ナラ | 運命のように君を愛してる |               |
| 放送局3社のPDげ選んだ今年の演技賞 | イ・ユリ                    | 私はチャン・ボリ！       |               |
| 今年の作家賞                      | キム・スンオク              | 私はチャン・ボリ！       |               |
| 今年の作家賞                      | ユ・ユンギョン              | ママ                     |               |

### 2015年
| 部門                                | 受賞者                | 出演作                                 | 参考          |
| ----------------------------------- | --------------------- | -------------------------------------- | ------------- |
| 今年のドラマ賞                      |                       | キルミー・ヒールミー                   |               |
| ミニシリーズ部門最優秀演技賞        | チソン                | キルミー・ヒールミー                   | [ 25 ]        |
| ミニシリーズ部門最優秀演技賞        | ファン・ジョンウム    | キルミー・ヒールミー                   | [ 26 ]        |
| ミニシリーズ部門最優秀演技賞        | ファン・ジョンウム    | 彼女はキレイだった                     | [ 27 ]        |
| 連続ドラマ部門最優秀演技賞          | ソン・チャンウィ      | 女を泣かせて                           |               |
| 連続ドラマ部門最優秀演技賞          | キム・ジョンウン      | 女を泣かせて                           |               |
| 特別企画部門最優秀演技賞            | チョン・ジニョン      | 華麗なる誘惑                           |               |
| 特別企画部門最優秀演技賞            | チョン・インファ      | 伝説の魔女                             |               |
| 特別企画部門最優秀演技賞            | チョン・インファ      | いとしのクム・サウォル                 |               |
| ミニシリーズ部門優秀演技賞          | パク・ソジュン        | キルミー・ヒールミー                   | [ 28 ]        |
| ミニシリーズ部門優秀演技賞          | パク・ソジュン        | 彼女はキレイだった                     |               |
| ミニシリーズ部門優秀演技賞          | カン・ソラ            | 幸せのレシピ～合言葉はメンドロントット |               |
| 連続ドラマ部門優秀演技賞            | パク・ヨンギュ        | 我が家のロマンス                       |               |
| 連続ドラマ部門優秀演技賞            | チャ・ファヨン        | 我が家のロマンス                       |               |
| ミニシリーズ助演賞                  | キム・ヒウォン        | ラブリー・アラン                       |               |
| ミニシリーズ助演賞                  | ファン・ソクジョン    | 彼女はキレイだった                     |               |
| 連続ドラマ部門助演賞                | イ・ムンシク          | 我が家のロマンス                       |               |
| 連続ドラマ部門助演賞                | イ・ボヒ              | 白夜姫                                 |               |
| 特別企画部門助演賞                  | キム・ホジン          | 華麗なる誘惑                           |               |
| 特別企画部門助演賞                  | キム・スミ            | 伝説の魔女                             |               |
| ミニシリーズ部門新人賞              | イ・スヒョク          | 夜を歩く土                             |               |
| ミニシリーズ部門新人賞              | イ・ユビ              | 夜を歩く土                             | [ 29 ]        |
| 連続ドラマ部門新人賞                | カン・ウンタク        | 白夜姫                                 |               |
| 連続ドラマ部門新人賞                | パク・ハナ            | 白夜姫                                 |               |
| 特別企画部門新人賞                  | ユン・ヒョンミン      | いとしのクム・サウォル                 |               |
| 特別企画部門新人賞                  | イ・ソンギョン        | 女王の花                               | [ 30 ]        |
| 子役賞                              | ヤン・ハンヨル        | 彼女はキレイだった                     |               |
| 子役賞                              | カル・ソウォン        | いとしのクム・サウォル                 |               |
| 子役賞                              | カル・ソウォン        | 華麗なる誘惑                           |               |
| 洋画吹き替え部門声優賞              | チョン・ジェホン      |                                        |               |
| ベストカップル賞                    | チソン パク・ソジュン | キルミー・ヒールミー                   | [ 31 ] [ 32 ] |
| 人気賞                              | パク・ソジュン        | キルミー・ヒールミー                   |               |
| 人気賞                              | パク・ソジュン        | 彼女はキレイだった                     |               |
| 人気賞                              | ファン・ジョンウム    | キルミー・ヒールミー                   |               |
| 人気賞                              | ファン・ジョンウム    | 彼女はキレイだった                     |               |
| 今年の作家賞                        | チョン・ソンヒ        |                                        |               |
| 今年の作家賞                        | ハ・チョンオク        | 女を泣かせて                           |               |
| 10大スター賞                        | キム・ソンリョン      | 女王の花                               |               |
| 10大スター賞                        | チャ・スンウォン      | 華政                                   |               |
| 10大スター賞                        | パク・ソジュン        | キルミー・ヒールミー                   |               |
| 10大スター賞                        | パク・ソジュン        | 彼女はキレイだった                     |               |
| 10大スター賞                        | チソン                | キルミー・ヒールミー                   | [ 33 ]        |
| 10大スター賞                        | キム・ヒソン          | ラブリー・アラン                       |               |
| 10大スター賞                        | キム・ユジョン        | ラブリー・アラン                       |               |
| 10大スター賞                        | ユ・ヨンソク          | 幸せのレシピ～愛言葉はメンドロントット |               |
| 10大スター賞                        | イ・ジュンギ          | 夜を歩く土                             |               |
| 10大スター賞                        | パク・ジニ            | いとしのクム・サウォル                 |               |
| 地上波TV局3社PDが選んだ今年の俳優賞 | ファン・ジョンウム    | キルミー・ヒールミー                   |               |
| 地上波TV局3社PDが選んだ今年の俳優賞 | ファン・ジョンウム    | 彼女はキレイだった                     |               |

### 2016年
| 部門                         | 受賞者                        | 出演作                                         | 参考   |
| ---------------------------- | ----------------------------- | ---------------------------------------------- | ------ |
| 今年のドラマ賞               |                               | W-君と僕の世界-                                |        |
| ミニシリーズ部門最優秀演技賞 | イ・ジョンソク                | W-君と僕の世界-                                | [ 34 ] |
| ミニシリーズ部門最優秀演技賞 | ハン・ヒョジュ                | W-君と僕の世界-                                | [ 35 ] |
| 連続ドラマ部門最優秀演技賞   | イ・サンウ                    | 家和萬事成                                     | [ 36 ] |
| 連続ドラマ部門最優秀演技賞   | キム・ソヨン                  | 家和萬事成                                     |        |
| 特別企画部門最優秀演技賞     | イ・ソジン                    | 結婚契約                                       |        |
| 特別企画部門最優秀演技賞     | ユイ                          | 結婚契約                                       | [ 37 ] |
| ミニシリーズ部門優秀演技賞   | ソ・イングク                  | ショッピング王ルイ                             | [ 38 ] |
| ミニシリーズ部門優秀演技賞   | イ・ソンギョン                | 恋のゴールドメダル～僕が恋したキム・ボクジュ～ |        |
| 連続ドラマ部門優秀演技賞     | ソン・ホジュン                | 吹けよ、ミプン                                 |        |
| 連続ドラマ部門優秀演技賞     | イム・ジヨン                  | 吹けよ、ミプン                                 |        |
| 特別企画部門優秀演技賞       | ソ・ハジュン                  | オクニョ 運命の女                              |        |
| 特別企画部門優秀演技賞       | チン・セヨン                  | オクニョ 運命の女                              |        |
| ミニシリーズ部門黄金演技賞   | キム・ウィソン                | W-君と僕の世界-                                |        |
| ミニシリーズ部門黄金演技賞   | イム・セミ                    | ショッピング王ルイ                             |        |
| 連続ドラマ部門黄金演技賞     | イ・ピルモ                    | 家和萬事成                                     |        |
| 連続ドラマ部門黄金演技賞     | キム・ジホ                    | 家和萬事成                                     |        |
| 特別企画部門黄金演技賞       | チョン・ジュノ                | オクニョ 運命の女                              |        |
| 特別企画部門黄金演技賞       | イ・フィヒャン                | 結婚契約                                       |        |
| 新人俳優賞                   | ナム・ジュヒョク              | 恋のゴールドメダル～僕が恋したキム・ボクジュ～ |        |
| 新人俳優賞                   | リュ・ジュンヨル              | 運勢ロマンス                                   |        |
| 新人女優賞                   | ナム・ジヒョン                | ショッピング王ルイ                             |        |
| 新人女優賞                   | チョ・ボア                    | モンスター                                     |        |
| 子役賞                       | ク・ゴンミン                  | レディの品格                                   |        |
| 子役賞                       | チョン・ダビン                | オクニョ 運命の女                              |        |
| 声優賞                       | チェ・スジン                  |                                                |        |
| ベストカップル賞             | イ・ジョンソク ハン・ヒョジュ | W-君と僕の世界-                                | [ 39 ] |
| 今年の作家賞                 | ソン・ジェジョン              | W-君と僕の世界-                                |        |

### 2017年
| 部門                           | 受賞者             | 出演作                                   | 参考   |
| ------------------------------ | ------------------ | ---------------------------------------- | ------ |
| 今年のドラマ賞                 |                    | 逆賊                                     | [ 40 ] |
| 月火ドラマ部門最優秀演技賞     | チョ・ジョンソク   | トゥー・カップス                         | [ 41 ] |
| 月火ドラマ部門最優秀演技賞     | キム・ジソク       | 2度目のファースト・ラブ                  |        |
| 月火ドラマ部門最優秀演技賞     | イ・ハニ           | 逆賊                                     |        |
| ミニシリーズ部門最優秀演技大賞 | ユ・スンホ         | 仮面の王 イ・ソン                        |        |
| ミニシリーズ部門最優秀演技大賞 | ハ・ジウォン       | 病院船                                   | [ 42 ] |
| 連続ドラマ部門最優秀演技賞     | コ・セウォン       | 帰ってきたポク・ダンジ                   |        |
| 連続ドラマ部門最優秀演技賞     | キム・ミギョン     | 幸せをくれる人                           |        |
| 週末ドラマ部門最優秀演技賞     | チャン・ヒョク     | カネの花～愛を閉ざした男～               |        |
| 週末ドラマ部門最優秀演技賞     | イ・ミスク         | カネの花～愛を閉ざした男～               |        |
| 月火ドラマ部門優秀演技賞       | キム・ソンホ       | トゥー・カップス                         |        |
| 月火ドラマ部門優秀演技賞       | チェ・スビン       | 逆賊                                     |        |
| ミニシリーズ部門優秀演技賞     | シン・ソンロク     | オー・マイ・ゴッド～私が突然ご令嬢！？～ |        |
| ミニシリーズ部門優秀演技賞     | ソナ               | 自己発光オフィス                         |        |
| 連続ドラマ部門優秀演技賞       | カン・キョンジュン | いろいろな嫁                             |        |
| 連続ドラマ部門優秀演技賞       | ソン・ソンミ       | 帰ってきたポク・ダンジ                   |        |
| 週末ドラマ部門優秀演技賞       | チャン・スンジョ   | カネの花～愛を閉ざした男～               |        |
| 週末ドラマ部門優秀演技賞       | チャン・ヒジン     | あなたはひどいです                       |        |
| 新人俳優賞                     | キム・ソンホ       | トゥー・カップス                         |        |
| 新人俳優賞                     | キム・ジョンヒョン | 逆賊                                     |        |
| 新人女優賞                     | ソヒョン           | 恋する泥棒～あなたのハート、盗みます～   |        |
| 新人女優賞                     | イ・ソンビン       | ミッシングナイン                         |        |
| 子役賞                         | イ・ロウン         | 逆賊                                     |        |
| 子役賞                         | ナム・ダルム       | 王は愛する                               |        |
| 人気賞                         | エル               | 仮面の王 イ・ソン                        |        |
| 人気賞                         | キム・ソヒョン     | 仮面の王 イ・ソン                        |        |
| 最高のキャラクター悪役賞       | チェ・テジュン     | ミッシングナイン                         |        |
| 最高のキャラクター闘魂演技賞   | エル               | 仮面の王 イ・ソン                        |        |
| 最高のコミカルキャラクター賞   | チョン・ギョンホ   | ミッシングナイン                         |        |
| 今年の作家賞                   | ファン・ジニョン   | 逆賊                                     |        |

### 2018年
| 部門                             | 受賞者           | 出演作                               | 参考   |
| -------------------------------- | ---------------- | ------------------------------------ | ------ |
| 視聴者が選んだ今年のドラマ賞     |                  | 私の恋したテリウス～A Love Mission～ |        |
| 月火ミニシリーズ部門最優秀演技賞 | チョン・ジェヨン | 検法男女                             |        |
| 月火ミニシリーズ部門最優秀演技賞 | シン・ハギュン   | 悪い刑事                             |        |
| 月火ミニシリーズ部門最優秀演技賞 | チョン・ユミ     | 検法男女                             |        |
| 水木ミニシリーズ部門最優秀演技賞 | ソ・ジソブ       | 私の恋したテリウス～A Love Mission～ | [ 43 ] |
| 水木ミニシリーズ部門最優秀演技賞 | キム・ソナ       | 赤い月青い太陽                       |        |
| 連続ドラマ部門最優秀演技賞       | ヨン・ジョンフン | 私の愛の治癒記                       | [ 44 ] |
| 連続ドラマ部門最優秀演技賞       | ソ・ユジン       | 私の愛の治癒記                       |        |
| 週末特別企画部門最優秀演技賞     | キム・ガンウ     | 婿殿オ・ジャクドゥ                   |        |
| 週末特別企画部門最優秀演技賞     | チェ・シラ       | 別れが去った                         |        |
| 週末特別企画部門最優秀演技賞     | イ・ユリ         | かくれんぼ                           |        |
| 月火ミニシリーズ部門優秀演技賞   | ウ・ドファン     | 偉大な誘惑者                         |        |
| 月火ミニシリーズ部門優秀演技賞   | ムン・ガヨン     | 偉大な誘惑者                         |        |
| 水木ミニシリーズ部門優秀演技賞   | チャン・ギヨン   | ここに来て抱きしめて                 |        |
| 水木ミニシリーズ部門優秀演技賞   | チョン・インソン | 私の恋したテリウス～A Love Mission～ |        |
| 連続ドラマ部門優秀演技賞         | イ・ギュハン     | 金持ちの家の息子                     |        |
| 連続ドラマ部門優秀演技賞         | パク・ジュングム | 私の愛の治癒記                       |        |
| 週末特別企画部門優秀演技賞       | チョン・サンフン | 婿殿オ・ジャクドゥ                   |        |
| 週末特別企画部門優秀演技賞       | チョ・ボア       | 別れが去った                         |        |
| 月火ミニシリーズ部門助演賞       | ジェギョン       | バッドパパ                           | [ 45 ] |
| 水木ミニシリーズ部門助演賞       | カン・ギヨン     | 私の恋したテリウス～A Love Mission～ | [ 46 ] |
| 連続ドラマ部門助演賞             | チョン・ノミン   | 秘密と嘘                             |        |
| 週末特別企画部門助演賞           | チョン・ヘヨン   | 別れが去った                         |        |
| 男女新人賞                       | キム・ギョンナム | ここに来て抱きしめて                 |        |
| 男女新人賞                       | ジュン           | 別れが去った                         |        |
| 男女新人賞                       | スンア           | 秘密と嘘                             |        |
| 男女新人賞                       | イ・ソル         | 悪い刑事                             |        |
| 青少年子役賞                     | キム・ゴヌ       | 私の恋したテリウス～A Love Mission～ |        |
| 青少年子役賞                     | オク・イェリン   | 私の恋したテリウス～A Love Mission～ |        |
| 青少年子役賞                     | リュ・ハンビ     | ここに来て抱きしめて                 |        |
| 青少年子役賞                     | シンビ           | 別れが去った                         |        |
| 青少年子役賞                     | シン・ウンス     | バッドパパ                           |        |
| 青少年子役賞                     | ワン・ソクヒョン | 神との約束                           |        |
| 青少年子役賞                     | イ・ナユン       | 私の愛、あなたの秘密                 |        |
| 青少年子役賞                     | チョ・イェリン   | かくれんぼ                           |        |
| 黄金演技賞                       | カン・ブジャ     | 神との約束                           |        |
| 黄金演技賞                       | ホ・ジュノ       | ここに来て抱きしめて                 |        |
| ドラマPDが選んだ今年の役者       | ホ・ジュノ       | ここに来て抱きしめて                 |        |
| 今年の脚本家賞                   | オ・ジヨン       | 私の恋したテリウス～A Love Mission～ |        |

### 2019年
| 部門                             | 受賞者                    | 出演作                           | 参考   |
| -------------------------------- | ------------------------- | -------------------------------- | ------ |
| 視聴者が選んだ今年のドラマ賞     |                           | 偶然見つけたハル                 |        |
| 月火特別企画部門最優秀演技賞     | キム・ドンウク            | チェックメイト！～正義の番人～   |        |
| 月火特別企画部門最優秀演技賞     | イム・ジヨン              | ウェルカム2ライフ                |        |
| 水木ドラマ部門最優秀演技賞       | チョン・ヘイン            | ある春の夜に                     | [ 47 ] |
| 水木ドラマ部門最優秀演技賞       | ハン・ジミン              | ある春の夜に                     | [ 48 ] |
| 水木ドラマ部門最優秀演技賞       | シン・セギョン            | 新米史官ク・ヘリョン             |        |
| 毎日/週末ドラマ部門最優秀演技賞  | イ・サンウ                | 黄金の庭                         |        |
| 毎日/週末ドラマ部門最優秀演技賞  | 魔女たちの楽園            | イェ・ジウォン                   |        |
| 月火特別企画ドラマ部門優秀演技賞 | オ・マンソク              | ジャスティス -検法男女-シーズン2 |        |
| 月火特別企画ドラマ部門優秀演技賞 | パク・セヨン              | チェックメイト！～正義の番人～   |        |
| 水木ドラマ部門優秀演技賞         | チャ・ウヌ                | 新米史官ク・ヘリョン             |        |
| 水木ドラマ部門優秀演技賞         | キム・ヘユン              | 偶然見つけたハル                 |        |
| 毎日/週末ドラマ部門優秀演技賞    | リュ・スヨン              | 悲しくて、愛                     | [ 49 ] |
| 毎日/週末ドラマ部門優秀演技賞    | パク・セワン              | 魔女たちの楽園                   |        |
| 月火特別企画ドラマ部門助演賞     | オ・デファン              | チェックメイト！～正義の番人～   |        |
| 水木ドラマ部門助演賞             | イ・ジフン                | 新米史官ク・ヘリョン             |        |
| 毎日/週末ドラマ部門助演賞        | チョン・シア              | 黄金の庭                         |        |
| シーンスティラー賞               | ノ・ミヌ                  | ジャスティス -検法男女-シーズン2 |        |
| 新人男優賞                       | ロウン                    | 偶然見つけたハル                 |        |
| 新人男優賞                       | イ・ジェウク              | 偶然見つけたハル                 |        |
| 新人女優賞                       | キム・ヘユン              | 偶然見つけたハル                 |        |
| 青少年子役賞                     | イ・スア                  | ウェルカム2ライフ                |        |
| 最高の1分カップル賞              | シン・セギョン チャ・ウヌ | 新米史官ク・ヘリョン             | [ 50 ] |
| 脚本家賞                         | キム・バンディ            | チェックメイト！～正義の番人～   |        |

### 2020年
| 部門                             | 受賞者           | 出演作                          | 参考   |
| -------------------------------- | ---------------- | ------------------------------- | ------ |
| 今年のドラマ賞                   |                  | コンデイターン                  |        |
| 月火ミニ・短幕劇部門最優秀演技賞 | シン・ソンロク   | カイロス                        | [ 51 ] |
| 月火ミニ・短幕劇部門最優秀演技賞 | ナム・ジヒョン   | リセット～運命をさかのぼる1年～ |        |
| 水木ミニ・短幕劇部門最優秀演技賞 | キム・ウンス     | コンデイターン                  |        |
| 水木ミニ・短幕劇部門最優秀演技賞 | イム・スヒャン   | 私がいちばん綺麗だった時        |        |
| 月火ミニ・短幕劇部門優秀演技賞   | イ・ジュニョク   | リセット～運命をさかのぼる1年～ |        |
| 月火ミニ・短幕劇部門優秀演技賞   | ナム・ギュリ     | カイロス                        | [ 52 ] |
| 水木ミニ・短幕劇部門優秀演技賞   | イム・ジュファン | 私が愛したスパイ                |        |
| 水木ミニ・短幕劇部門優秀演技賞   | キム・スルギ     | その男の記憶法                  |        |
| 助演賞                           | イ・ソンウク     | リセット～運命をさかのぼる1年～ |        |
| 助演賞                           | キム・ソニョン   | コンデイターン                  |        |
| 新人賞                           | アン・ボヒョン   | カイロス                        |        |
| 新人賞                           | キム・ヘジュン   | ミリオネア邸宅殺人事件          |        |
| 黄金演技賞                       | シム・イヨン     | 燦爛とした私の人生              |        |

### 2021年
| 部門                         | 受賞者             | 出演作                 | 参考   |
| ---------------------------- | ------------------ | ---------------------- | ------ |
| 今年のドラマ賞               |                    | 赤い袖先               |        |
| ミニシリーズ部門最優秀演技賞 | ジュノ             | 赤い袖先               | [ 53 ] |
| ミニシリーズ部門最優秀演技賞 | イ・セヨン         | 赤い袖先               |        |
| 毎日ドラマ部門最優秀演技賞   | チャ・ソウォン     | 二番目の夫             |        |
| 毎日ドラマ部門最優秀演技賞   | オム・ヒョンギョン | 二番目の夫             |        |
| ミニシリーズ部門優秀演技賞   | イ・サンヨプ       | 大丈夫じゃない大人たち |        |
| ミニシリーズ部門優秀演技賞   | チャン・ヨンナム   | 黒い太陽               |        |
| 短幕劇部門優秀演技賞         | チョン・ムンソン   | メビウス               |        |
| 短幕劇部門優秀演技賞         | キム・ファンヒ     | 目標ができた           |        |
| 助演賞                       | キム・ドヒョン     | 黒い太陽               |        |
| 助演賞                       | チャン・へジン     | 赤い袖先               |        |
| 新人賞                       | カン・フン         | 赤い袖先               |        |
| 新人賞                       | キム・ジウン       | 黒い太陽               |        |
| ベストカップル賞             | ジュノ イ・セヨン  | 赤い袖先               | [ 54 ] |
| 功労賞                       | イ・ドクファ       | 赤い袖先               |        |
| 作家賞                       | チョン・ヘリ       | 赤い袖先               |        |

### 2022年
| 部門                         | 受賞者                    | 出演作                          | 参考          |
| ---------------------------- | ------------------------- | ------------------------------- | ------------- |
| 今年のドラマ賞               |                           | ビッグマウス                    |               |
| ミニシリーズ部門最優秀演技賞 | ユク・ソンジェ            | ゴールデンスプーン              | [ 55 ]        |
| ミニシリーズ部門最優秀演技賞 | イム・ユナ                | ビッグマウス                    | [ 56 ]        |
| 毎日・短幕劇部門最優秀演技賞 | イ・スンヨン              | 秘密の家                        |               |
| 毎日・短幕劇部門最優秀演技賞 | パク・ホサン              | イノシシ狩り                    |               |
| ミニシリーズ部門優秀演技賞   | キム・ヨンデ              | 禁婚令、朝鮮婚姻禁止令          |               |
| ミニシリーズ部門優秀演技賞   | ヘリ                      | 百人力執事 ～願い、かなえます～ |               |
| ミニシリーズ部門優秀演技賞   | パク・ジュヒョン          | 禁婚令、朝鮮婚姻禁止令          |               |
| 毎日・短幕劇部門優秀演技賞   | ソ・ハジュン              | 秘密の家                        |               |
| 毎日・短幕劇部門優秀演技賞   | チェ・スヨン              | ファンレターを送ってください    | [ 57 ]        |
| 助演賞                       | イ・チャンフン            | トレーサー                      |               |
| 助演賞                       | イェ・スジョン            | イノシシ狩り                    |               |
| 新人賞                       | イ・ジョンウォン          | ゴールデンスプーン              |               |
| 新人賞                       | ヨンウ                    | ゴールデンスプーン              | [ 58 ]        |
| 新人賞                       | キム・ミンジュ            | 禁婚令、朝鮮婚姻禁止令          | [ 59 ]        |
| ベストキャラクター賞         | チェ・ウォニョン          | ゴールデンスプーン              |               |
| ベストカップル賞             | イ・ジョンソク イム・ユナ | ビッグマウス                    | [ 60 ] [ 61 ] |
| 功労賞                       | ファン・グムボン          |                                 |               |

## 歴代MC
| 年     | 進行者                                   | 参考 |
| ------ | ---------------------------------------- | ---- |
| 1985年 | ピョン・ウンジョン                       |      |
| 1986年 | イ・ドクファ、ソン・オンスク             |      |
| 1987年 | チェ・ブルアム                           |      |
| 1988年 | ピョン・ウンジョン                       |      |
| 1989年 | ピョン・ウンジョン、ペク・ジヨン         |      |
| 1990年 | ピョン・ウンジョン、チョン・ボヨン       |      |
| 1991年 | ハン・ソンギョ、チョン・ボヨン           |      |
| 1992年 | チャ・インテ、キム・ウンジュ             |      |
| 1993年 | ハン・ソンギョ、イ・ギョンギュ           |      |
| 1994年 | イ・ムンジェ、パク・ソヒョン             |      |
| 1995年 | イ・ジェリョン、シン・ウンギョン         |      |
| 1996年 | イ・スマン、ホ・スギョン                 |      |
| 1997年 | シン・ドンホ、チェ・シラ                 |      |
| 1998年 | シン・ドンホ、キム・ジス                 |      |
| 1999年 | シン・ドンホ、キム・ヒョンジュ           |      |
| 2000年 | シン・ドンホ、ファン・スジョン           |      |
| 2001年 | シン・ドンヨプ、キム・ナムジュ           |      |
| 2002年 | パク・スホン、ソン・ユリ                 |      |
| 2003年 | ソ・ギョンソク、ソン・ユリ               |      |
| 2004年 | ユ・ジェソク、キム・ジェドン、ソン・ユリ |      |
| 2005年 | パク・スホン、チョン・リョウォン         |      |
| 2006年 | ユ・ジェソク、ハン・イェスル             |      |
| 2007年 | シン・ドンヨプ、ヒョンヨン               |      |
| 2008年 | シン・ドンヨプ、ハン・ジヘ               |      |
| 2009年 | イ・フィジェ、パク・イェジン             |      |
| 2010年 | キム・ヨンマン、イ・ソヨン               |      |
| 2011年 | チョン・ジュノ、イ・ハニ                 |      |
| 2012年 | キム・ジェウォン、ソン・ダムビ           |      |
| 2013年 | イ・スンギ、ハン・ジヘ                   |      |
| 2014年 | シン・ドンヨプ、チェ・スヨン             |      |
| 2015年 | シン・ドンヨプ、イ・ソンギョン           |      |
| 2016年 | キム・グクジン、ユイ                     |      |
| 2017年 | オ・サンジン、キム・ソンニョン           |      |
| 2018年 | キム・ヨンマン、ソヒョン                 |      |
| 2019年 | キム・ソンジュ、ハン・へジン             |      |
| 2020年 | キム・ソンジュ                           |      |
| 2021年 | キム・ソンジュ                           |      |
| 2022年 | キム・ソンジュ、チェ・スヨン             |      |
| 2023年 | キム・ソンジュ、パク・ギュヨン           |      |
| 2024年 | キム・ソンジュ、チェ・スビン             |      |

## 文献
1. 1 2  소지섭 MBC 연기대상…생애 첫 지상파 대상 （朝鮮語） ハンギョレ 2018.12.31付記事（オリジナル: 聯合ニュース）
2. ↑  권석정 ‘냄보소’ 박유천, 출연작마다 수상, 이번에도 상 받나?’ （朝鮮語） TENASIA 2015.3.15付記事
3. ↑  チェ・ジユン (2024年12月30日). “MBC演技大賞、航空機事故を受け生放送ではなく収録に”. エンタメコリア.   朝鮮日報日本語版. 2024年12月30日閲覧。
4. ↑  キム・ミョンミ (2025年1月2日). “旅客機事故をうけ休止を発表も…「2024 MBC演技大賞」韓国で１月5日に放送決定”. Kstyle. 2025年1月3日閲覧。
5. ↑  MBC 83 년도 방송 연기 대상 발표 최우수 TV 鄭惠先· 라디오林菊姫 （朝鮮語） 京郷新聞 1983.12.15 p. 12（NAVER内）
6. ↑  MBC 연기대상 시상 （朝鮮語） 京郷新聞 1984.12.29付記事（NAVER内）
7. ↑  ““デビュー13年目の快挙”イ・ユリ「2014 MBC演技大賞」で大賞受賞(総合)”. Kstyle. 2023年2月15日閲覧。
8. ↑  “デビュー16年で手にした栄光…チソンが「2015 MBC演技大賞」で大賞を受賞（総合）”. Kstyle. 2023年2月8日閲覧。
9. ↑  “「2016 MBC演技大賞」イ・ジョンソク、視聴者が選んだ大賞…今年のドラマ「W」に続き(総合)”. Kstyle. 2023年2月8日閲覧。
10. ↑  MBC 연기대상 받은 김상중, 소감서 최교식 언급한 이유 （朝鮮語） ノーカットニュース 2017.12.31付記事
11. ↑  “「2019 MBC演技大賞」大賞はキム・ドンウク！「偶然発見した日」出演者が新人賞を総なめ（総合）”. Kstyle. 2023年2月7日閲覧。
12. ↑  “パク・ヘジン「2020 MBC演技大賞」で大賞を受賞…今年のドラマ賞は「コンデインターン」に輝く（総合）”. Kstyle. 2023年2月7日閲覧。
13. ↑  “ナムグン・ミン「2021 MBC演技大賞」で大賞を受賞！ドラマ「赤い袖先」は8冠を達成（総合）”. Kstyle. 2023年2月7日閲覧。
14. ↑  “イ・ジョンソク「2022 MBC演技大賞」で2度目となる大賞を受賞！少女時代 ユナとベストカップル賞も（総合）”. Kstyle. 2023年2月7日閲覧。
15. ↑  “MBC演技大賞に輝いた還暦の名優ハン・ソッキュ、32歳時の映画『グリーンフィッシュ』は必見！脇役でソン・ガンホ、チョン・ジニョン、チョン・ジェヨンも出演【韓国映画傑作選】”. 韓国TVドラマガイドONLINE.  双葉社 (2024年1月12日). 2025年1月13日閲覧。
16. ↑  “【PHOTO】チョン・イル、ZE:A シワン、チャン・ヒョクら「2014 MBC演技大賞」に出席“スーツ姿で登場””. Kstyle. 2023年2月15日閲覧。
17. ↑  “【PHOTO】少女時代 スヨン、イ・ユリ、オ・ヨンソら「2014 MBC演技大賞」に出席“レッドカーペットの女神たち””. Kstyle. 2023年2月15日閲覧。
18. ↑  “「MBC演技大賞」オ・ヨンソ、受賞コメント中に涙…客席のキム・ジフンが心強い応援“泣かないで””. Kstyle. 2023年2月15日閲覧。
19. ↑  “チョン・イル、チェ・ジニョク、イ・ジュンら「MBC演技大賞」AOAのセクシーなステージに満面の笑み”. Kstyle. 2023年2月15日閲覧。
20. ↑  “少女時代 スヨン「MBC演技大賞」での受賞に大粒の涙…“アイドルへの偏見なくリードしてくれた先輩に感謝””. Kstyle. 2023年2月15日閲覧。
21. ↑  “チェ・ミンス、受賞拒否の理由が話題に…“海深く閉じ込められている良心と希望””. Kstyle. 2023年2月15日閲覧。
22. ↑  “チェ・ミンス「MBC演技大賞」の授賞を拒否…“トロフィーを返還予定””. Kstyle. 2023年2月15日閲覧。
23. ↑  “ZE:A シワン、チェ・テジュン、コ・ソンヒ、Secret ソナ「2014 MBC演技大賞」で男女新人賞を受賞！”. Kstyle. 2023年2月15日閲覧。
24. ↑  “「2014 MBC演技大賞」ドラマを輝かせたベストカップル賞、人気賞の候補を選定！大賞に輝くのは？”. Kstyle. 2023年2月15日閲覧。
25. ↑  “チソン、イ・ボヨン、新たな“大賞夫婦”の誕生！”. Kstyle. 2023年2月8日閲覧。
26. ↑  “ファン・ジョンウム「MBC演技大賞」で最優秀演技賞を受賞し涙“私は危険な役者ですが…””. Kstyle. 2023年2月8日閲覧。
27. ↑  “【PHOTO】少女時代 スヨン、ファン・ジョンウム、カン・ソラら「2015 MBC演技大賞」に出席”. Kstyle. 2023年2月8日閲覧。
28. ↑  “パク・ソジュン「2015 MBC演技大賞」で4冠王に…SNSで受賞の感想を語る“奇跡のような瞬間””. Kstyle. 2023年2月8日閲覧。
29. ↑  “ぽっちゃりした？女優イ・ユビ、顔の変化が話題に”. Kstyle. 2023年2月8日閲覧。
30. ↑  “女優イ・ソンギョン「MBC演技大賞」で披露したステージが話題…“何でもできる””. Kstyle. 2023年2月8日閲覧。
31. ↑  “チソン、パク・ソジュン「MBC演技大賞」でベストカップル賞を受賞…ファン・ジョンウムは“爆笑””. Kstyle. 2023年2月8日閲覧。
32. ↑  “今年最も愛されたベストカップルは？12組を発表…「2015 MBC演技大賞」30日開催”. Kstyle. 2023年2月8日閲覧。
33. ↑  “【PHOTO】チソン、ZE:A シワン、パク・ユファンら「2015 MBC演技大賞」に出席”. Kstyle. 2023年2月8日閲覧。
34. ↑  “イ・ジョンソク、伝えきれなかった感謝の気持ちをSNSに投稿“与えられた賞の重さに応える””. Kstyle. 2023年2月8日閲覧。
35. ↑  “【PHOTO】イ・ジョンソク、ハン・ヒョジュ「2016 MBC演技大賞」レッドカーペットに登場”. Kstyle. 2023年2月8日閲覧。
36. ↑  “【PHOTO】イ・サンウ、キム・ソヨン、ソン・ホジュンら「2016 MBC演技大賞」レッドカーペットに登場(総合)”. Kstyle. 2023年2月8日閲覧。
37. ↑  “【PHOTO】AFTERSCHOOL ユイ「2016 MBC演技大賞」レッドカーペットに登場”. Kstyle. 2023年2月8日閲覧。
38. ↑  “【PHOTO】ソ・イングク、ナム・ジヒョン「2016 MBC演技大賞」レッドカーペットに登場”. Kstyle. 2023年2月8日閲覧。
39. ↑  “「2016 MBC演技大賞」ベストカップル、今年のドラマ賞の候補を公開！”. Kstyle. 2023年2月8日閲覧。
40. ↑  “「2017 MBC演技大賞」大賞はキム・サンジュン！「逆賊」は8冠の栄光に輝く（総合）”. Kstyle. 2023年2月7日閲覧。
41. ↑  “【PHOTO】CNBLUE カン・ミンヒョク、チョ・ジョンソク、ユ・スンホら「2017 MBC演技大賞」レッドカーペットに登場”. Kstyle. 2023年2月7日閲覧。
42. ↑  “【PHOTO】ハ・ジウォン、少女時代 ソヒョン、Girl's Day ヘリら「2017 MBC演技大賞」レッドカーペットに登場”. Kstyle. 2023年2月7日閲覧。
43. ↑  “「2018 MBC演技大賞」大賞はソ・ジソブ…涙と笑いの受賞コメントに注目（総合）”. Kstyle. 2023年2月7日閲覧。
44. ↑  “祝福殺到！ハン・ガイン、第2子を妊娠…ヨン・ジョンフンが「2018 MBC演技大賞」でサプライズ告白”. Kstyle. 2023年2月7日閲覧。
45. ↑  “【PHOTO】少女時代 ソヒョン、元RAINBOW ジェギョン、スンアら「2018 MBC演技大賞」レッドカーペットに登場”. Kstyle. 2023年2月7日閲覧。
46. ↑  “ソ・ジソブ「2018 MBC芸能大賞」で大賞を受賞…カン・ギヨンとの“鼻キス”が話題に”. Kstyle. 2023年2月7日閲覧。
47. ↑  “【PHOTO】チョン・ヘイン、ASTRO チャウヌ、SF9 ロウンら「2019 MBC演技大賞」レッドカーペットに登場（動画あり）”. Kstyle. 2023年2月7日閲覧。
48. ↑  “【PHOTO】ハン・ジミン、シン・セギョン、元RAINBOW ジェギョンら「2019 MBC演技大賞」レッドカーペットに登場（動画あり）”. Kstyle. 2023年2月7日閲覧。
49. ↑  “リュ・スヨン「2019 MBC 演技大賞」授賞式で家族を哀悼“美しい笑顔の純粋な青年だった””. Kstyle. 2023年2月7日閲覧。
50. ↑  “ASTRO チャウヌ、シン・セギョンからSF9 ロウン、キム・ヘユンまで「2019 MBC演技大賞」の“最高の1分カップル”候補を公開”. Kstyle. 2023年2月7日閲覧。
51. ↑  “【PHOTO】パク・ヘジン、アン・ボヒョン、シン・ソンロクら「2020 MBC演技大賞」レッドカーペットに登場”. Kstyle. 2023年2月7日閲覧。
52. ↑  “【PHOTO】ナム・ギュリ、イム・スヒャン、ナム・ジヒョンら「2020 MBC演技大賞」レッドカーペットに登場”. Kstyle. 2023年2月7日閲覧。
53. ↑  “2PM ジュノ「2021 MBC演技大賞」で2冠を達成！俳優デビュー8年で大きな成果を残す”. Kstyle. 2023年2月7日閲覧。
54. ↑  “2PM ジュノ、イ・セヨンからイ・ミンギ、AFTERSCHOOL ナナまで…「2021 MBC演技大賞」ベストカップル候補を公開”. Kstyle. 2023年2月7日閲覧。
55. ↑  ““BTOB”ユク・ソンジェ、最優秀演技賞を獲得 歌、演技の二刀流で輝く韓国スター＜ゴールデンスプーン＞（WEBザテレビジョン）”. Yahoo!ニュース. 2023年2月8日閲覧。
56. ↑  WEBザテレビジョン. “少女時代・ユナ、“演技ドル”の枠を超え飛躍「ビッグマウス」では最優秀演技賞も獲得”. WEBザテレビジョン. 2023年2月8日閲覧。
57. ↑  “スヨン（少女時代）、ユーモアあふれる受賞コメント…「ユナ、今だよ。泣かなきゃ」＝「2022 MBC演技大賞」│韓国俳優・女優│wowKorea(ワウコリア)”. wowKorea（ワウコリア） (2022年12月30日). 2023年2月8日閲覧。
58. ↑  “ヨヌ（元MOMOLAND）、キム・ミンジュ（元IZ*ONE）、新人賞を共同受賞＝「2022 MBC演技大賞」│韓国俳優・女優│wowKorea(ワウコリア)”. wowKorea（ワウコリア） (2022年12月30日). 2023年2月8日閲覧。
59. ↑  “ヨヌ（元MOMOLAND）、キム・ミンジュ（元IZ*ONE）、新人賞を共同受賞＝「2022 MBC演技大賞」”. K-POP、韓国エンタメニュース、取材レポートならコレポ！ (2022年12月30日). 2023年2月8日閲覧。
60. ↑  “イ・ジョンソク、少女時代 ユナからBTOB ソンジェ、元DIA チェヨンまで！「2022 MBC演技大賞」ベストカップル賞にノミネート”. Kstyle. 2023年2月7日閲覧。
61. ↑  “ユナ（少女時代）、俳優イ・ジョンソク、ベストカップル賞を受賞＝「2022 MBC演技大賞」│韓国俳優・女優│wowKorea(ワウコリア)”. wowKorea（ワウコリア） (2022年12月30日). 2023年2月8日閲覧。